# Fultura
Fultura (l. mn. fulturae) – część samczych narządów genitalnych u motyli.
Fultura definiowana jest jako wielokątny, parzysty skleryt sięgający do wewnątrz odwłoka z dziewiątego sternitu.